# Raccolta Vinciana
Raccolta Vinciana w Mediolanie (włos. Kolekcja Leonarda da Vinci) – instytut zajmujący się gromadzeniem zbiorów na temat włoskiego artysty renesansowego, Leonarda da Vinci. Został założony w 1905 r. i od tego czasu wydaje rocznik bibliograficzny.